# Operation Arktis
Operation Arktis ist ein norwegischer Familienfilm unter der Regie von Grethe Bøe-Waal aus dem Jahr 2014. Der Film basiert auf dem gleichnamigen Roman von Leif Hamre aus dem Jahr 1971. 

## Handlung
Die 13-jährige Julia und ihre 8-jährigen Zwillingsgeschwister Ida und Sindre gelangen durch einen tragischen Irrtum versehentlich an Bord eines Helikopters und werden auf der menschenleeren Halbmondinsel mitten im Arktischen Ozean in der Nähe von Spitzbergen ausgesetzt. Dort stranden die drei Kinder völlig unvorbereitet in der rauen Wildnis, ohne Kommunikationsmittel oder Aussicht auf schnelle Rettung. Während sie mit der extremen Kälte, der Nahrungssuche und der Gefahr durch Eisbären kämpfen, entdecken sie ihre eigenen Stärken und müssen lernen, zusammenzuarbeiten, um zu überleben.

## Kritik
Der Filmdienst meint, Operation Arktis sei „ein recht dick auftragender, gleichwohl spannender Abenteuerfilm für Kinder, der sich in Details durchaus um aufreibenden Realismus bemüht.“.

## Auszeichnungen
Operation Arktis hat zwei Filmpreise gewonnen und wurde für drei weitere nominiert: 
Amanda Filmpreis Norwegen 2015 
- Auszeichnung für den besten Kinder- oder Jugendfilm (Årets barne- og ungdomsfilm)
- Nominierung für die besten visuellen Effekte (Årets visuelle effekter)
- Nominierung für Publikumspreis (Folkets Amanda)

Kosmorama (norwegisches Filmfestival)
- Nominierung für das beste Produktionsdesign

Toronto International Film Festival 2015 Kids: 
- Auszeichnung als Best Feature Film (People’s Choice Award)